# Gare de Lille-Flandres
Gare de  Lille Flandres, także Gare des Flandres (pl. Lille Flandria) – główna stacja i dworzec kolejowy w aglomeracji Lille, położonym w centrum miasta na linii LGV Nord. Jest on jest oddalony o około 400 m na południe od dworca Lille-Europe przeznaczonego dla pociągów TGV, z którym łączy go linia metra. Korzysta z niego ok. 17 mln podróżnych rocznie (2008).

## Dworzec
Fasada dworca pochodzi z paryskiego dworca Gare du Nord. W połowie XIX wieku została ona rozmontowana i złożona na nowo w Lille. Oryginalny budynek w Paryżu wybudowano w latach 1869 – 1892. Lille Flandres jest dworcem czołowym i posiada 17 torów przy krawędziach peronowych (ponumerowanych od 0 do 16).

## Połączenia kolejowe
Z dworca odjeżdżają wszystkie bezpośrednie pociągi TGV z Lille do Paryża, ponadto dwa pociągi TGV relacji Lille – Marsylia i Lille – Lyon również rozpoczynają bieg z Lille Flandres. Wszystkie pozostałe pociągi TGV odjeżdżają z dworca Lille Europe.
Z Lille Flandres odjeżdżają również pociągi wszystkie pociągi regionalne a także pociągi InterCity do Belgii:
- TER 01/IC : Lille – Tourcoing – Kortrijk – Brugia – Ostenda / Gandawa – Antwerpia
- TER 02    : Lille – Libercourt – Douai – Arras – Amiens – Rouen
- TER 03/IC : Lille – Tournai – Namur – Charleroi – Liège – Herstal
- TER 04    : Lille – Orchies
- TER 05    : Lille – Comines
- TER 08    : Lille – Armentières – Hazebrouck – Dunkierka
- TER 12    : Lille – Hazebrouck – Calais – Boulogne-sur-Mer
- TER 13    : Lille – Libercourt – Lens
- TER 15    : Lille – Don-Sainghin – Béthune – St-Pol/Ternoise – EtaplesLe-Touquet – Boulogne-sur-Mer
- TER 16    : Lille – Orchies – Valenciennes – Aulnoye-Aymeries – Maubeuge – Jeumont
- TER 17    : Lille – Orchies – Valenciennes – Aulnoye-Aymeries – Hirson – Charleville-Mézières
- TER 19    : Lille – Libercourt – Douai – Valenciennes
- TER 22    : Lille – Libercourt – Douai – Aubigny-au-Bac – Cambrai – Busigny – St-Quentin
- TER 23    : Lille – Don-Sainghin – Lens